# گوندمار
گوندمار یا در اسپانیایی گوندمارو (درگذشتهٔ ۶۱۲) پادشاه ویزیگوت‌تبار هیسپانیا، سپتیمانیا و گالیسیا از ۶۱۰ تا ۶۱۲ بود.
او سیاستِ داشتن روابطی حسنه با کلوتار دوم، پادشاه نوستریا و تئودبرت دوم، پادشاه اوسترازیا را در پیش گرفت و مبالغ فراوانی پول در حمایت از درگیری آنان با تئودریک دوم، پادشاه بورگوندی، عموزادهٔ کلوتار و برادر تئودبرت برایشان فرستاد. گوندمار همچنین در زمانی دیگر سیاستی خصمانه را علیه برونهیلدای اوسترازیایی در پیش گرفت. برونهیلدا همسر سیگبرت یکم و مادربزرگ تئودوبرت و تئودریک بود که پس از آنکه توسط تئودبرت از اوسترازیا بیرون شد از سوی تئودریک مورد استقبال و پذیرش قرار گرفت.
بنابر نوشته‌های ایزیدور سبیایی، اندیشمند و اسقف‌اعظم سبیای اسپانیا، گوندمار در طول دوران حکومتش لشکرکشی‌ای نیز علیه باسک‌ها ترتیب داد و پس از آن به محاصرهٔ بیزانسی‌ها پرداخت. او در فوریه یا مارس ۶۱۲ به مرگ طبیعی در تولیدوی اسپانیا درگذشت. همچنین در Chronica Regum Visigotthorum آمده‌است که گوندمار برای یک سال و ده ماه و چهارده روز حکومت کرد.
با مرگ گوندمار سیسبوت جانشین او شد.